# Yoo Seon-hee
Yoo Seon-hee (koreanisch 유선희; * 20. Mai 1966) ist eine ehemalige südkoreanische Eisschnellläuferin.

## Werdegang
Yoo nahm in der Saison 1986/87 in Berlin erstmals am Eisschnelllauf-Weltcup teil, wobei sie die Plätze 14 sowie 13 über 500 m und zweimal den 11. Platz über 1000 m errang und lief bei der Sprintweltmeisterschaft 1987 in Québec auf den 21. Platz. In den folgenden Jahren belegte sie bei den Olympischen Winterspielen 1988 in Calgary den 17. Platz über 1000 m sowie auf den 13. Rang über 500 m und bei der Sprintweltmeisterschaft 1989 in Heerenveen den neunten Platz. In der Saison 1989/90 wurde sie mit sieben Top-Zehn-Platzierungen jeweils Achte im Weltcup über 500 m sowie 1000 m und bei der Sprintweltmeisterschaft 1990 in Trondheim Achte im Sprint-Mehrkampf. Zudem gewann sie bei den Winter-Asienspielen 1990 in Sapporo die Bronzemedaille über 500 m und errang im Lauf über 1000 m den sechsten Platz. In der folgenden Saison kam sie bei allen 12 Weltcupteilnahmen unter den ersten Zehn und erreichte damit den zehnten Platz im Weltcup über 500 m sowie erneut den achten Platz über 1000 m. Bei der Mehrkampfweltmeisterschaft 1991 in Hamar errang sie den 21. Platz im Kleinen Vierkampf und verpasste bei der Sprintweltmeisterschaft 1991 in Inzell als Vierte um einen Punkt eine Medaille. Zum Saisonende holte sie bei der Winter-Universiade 1991 in Sapporo die Silbermedaille über 1000 m und die Goldmedaille über 500 m. Im folgenden Jahr belegte sie bei den Olympischen Winterspielen 1992 in Albertville den 11. Platz über 1000 m und den neunten Rang über 500 m.
Nach fünf Top-Zehn-Platzierungen im Weltcup zu Beginn der Saison 1992/93, lief Yoo bei den Einzelstreckenasienmeisterschaften 1993 in Chichibu auf den vierten Platz über 500 m und gewann im Lauf über 1000 m die Bronzemedaille. Es folgten weitere vier Top-Zehn-Ergebnisse im Weltcup und belegte bei der Mehrkampfweltmeisterschaft 1993 in Berlin den 23. Platz im Kleinen Vierkampf sowie bei der Sprintweltmeisterschaft 1993 in Inzell den achten Rang. Zum Saisonende erreichte sie in Heerenveen nach Platz vier über 1000 m mit zwei dritten Plätzen über 500 m ihre ersten Podestplatzierungen im Weltcup und beendete die Saison auf dem achten Platz im Weltcup über 1000 m sowie auf dem vierten Rang im Weltcup über 500 m. Nach Platz zwei über 500 m beim Weltcup in Berlin zu Beginn der Saison 1993/94, holte sie in Hamar über 500 m ihren einzigen Weltcupsieg. Beim folgenden Weltcup in Milwaukee kam sie mit drei zweiten sowie einem dritten Platz erneut aufs Podest und verpasste bei der Sprintweltmeisterschaft 1994 in Calgary als Vierte um 0,24 Punkte eine Medaille. Beim Saisonhöhepunkt, den Olympischen Winterspielen 1994 in Lillehammer, belegte sie den 15. Platz über 1000 m und den fünften Rang über 500 m. Zum Saisonende lief sie in Heerenveen ihren letzten Weltcup, welchen sie auf dem dritten Platz über 500 m beendete, und erreichte abschließend den dritten Platz im Weltcup über 1000 m sowie den zweiten Rang im Weltcup über 500 m.

## Erfolge

### Olympische Spiele
- 1988 Calgary: 13. Platz 500 m, 17. Platz 1000 m
- 1992 Albertville: 9. Platz 500 m, 11. Platz 1000 m
- 1994 Lillehammer: 5. Platz 500 m, 15. Platz 1000 m

### Mehrkampf-Weltmeisterschaften
- 1991 Hamar: 21. Platz Kleiner Vierkampf
- 1993 Berlin: 23. Platz Kleiner Vierkampf

### Sprint-Weltmeisterschaften
- 1987 Québec: 21. Platz Sprint-Mehrkampf
- 1989 Heerenveen: 9. Platz Sprint-Mehrkampf
- 1990 Trondheim: 8. Platz Sprint-Mehrkampf
- 1991 Inzell: 4. Platz Sprint-Mehrkampf
- 1993 Shibukawa: 8. Platz Sprint-Mehrkampf
- 1994 Calgary: 4. Platz Sprint-Mehrkampf

### Winter-Asienspiele
- 1990 Sapporo: 3. Platz 500 m, 6. Platz 1000 m

### Asienmeisterschaften
- 1993 Chichibu: 3. Platz 1000 m, 4. Platz 500 m

### Weltcupsiege
| Nr. | Datum            | Ort   | Disziplin |
| --- | ---------------- | ----- | --------- |
| 1.  | 4. Dezember 1993 | Hamar | 500 m     |

## Persönliche Bestleistungen
| Disziplin | Zeit        | Datum            | Ort     |
| --------- | ----------- | ---------------- | ------- |
| 500 m     | 39,46 s     | 29. Januar 1994  | Calgary |
| 1000 m    | 1:19,71 min | 29. Januar 1994  | Calgary |
| 1500 m    | 2:07,50 min | 4. Dezember 1993 | Hamar   |
| 3000 m    | 4:53,47 min | 6. Februar 1993  | Berlin  |
| 5000 m    | 9:14,04 min | 27. Februar 1986 | Seoul   |